# Gnophos kendevazi
Gnophos kendevazi är en fjärilsart som beskrevs av Eugen Wehrli 1936. Gnophos kendevazi ingår i släktet Gnophos och familjen mätare. Inga underarter finns listade i Catalogue of Life.